# 31기 KBS 바둑왕전
31기 KBS 바둑왕전은 한국방송공사의 TV 속기전이 참가한 국내 바둑 기전이다. 결승에서는 박정환 九단이 이창호 九단을 2대 1로 꺾고 역전 우승하며 바둑왕전 3연패를 달성했다.

## 대진표

### 승자조,패자조
| 김대희 四단     | 김대희 四단 | 백홍석 九단 | 원성진 九단 | 박정환 九단 | 이창호 九단 | 이창호 九단 | 이창호 九단 | 박정환 九단 2:1 |
| 이범진 初단     | 김대희 四단 | 백홍석 九단 | 원성진 九단 | 박정환 九단 | 이창호 九단 | 이창호 九단 | 이창호 九단 | 박정환 九단 2:1 |
| 백홍석 九단     |             | 백홍석 九단 | 원성진 九단 | 박정환 九단 | 이창호 九단 | 이창호 九단 | 이창호 九단 | 박정환 九단 2:1 |
| 나현 初단       | 나현 初단   | 원성진 九단 | 원성진 九단 | 박정환 九단 | 이창호 九단 | 이창호 九단 | 이창호 九단 | 박정환 九단 2:1 |
| 박민규 初단     | 나현 初단   | 원성진 九단 | 원성진 九단 | 박정환 九단 | 이창호 九단 | 이창호 九단 | 이창호 九단 | 박정환 九단 2:1 |
| 원성진 九단     | 원성진 九단 | 원성진 九단 | 원성진 九단 | 박정환 九단 | 이창호 九단 | 이창호 九단 | 이창호 九단 | 박정환 九단 2:1 |
| 이지현(男) 二단 | 원성진 九단 | 원성진 九단 | 원성진 九단 | 박정환 九단 | 이창호 九단 | 이창호 九단 | 이창호 九단 | 박정환 九단 2:1 |
| 변상일 初단     | 변상일 初단 | 박정환 九단 | 박정환 九단 | 박정환 九단 | 이창호 九단 | 이창호 九단 | 이창호 九단 | 박정환 九단 2:1 |
| 유재호 四단     | 변상일 初단 | 박정환 九단 | 박정환 九단 | 박정환 九단 | 이창호 九단 | 이창호 九단 | 이창호 九단 | 박정환 九단 2:1 |
| 박정환 九단     |             | 박정환 九단 | 박정환 九단 | 박정환 九단 | 이창호 九단 | 이창호 九단 | 이창호 九단 | 박정환 九단 2:1 |
| 허영호 九단     | 허영호 九단 | 허영호 九단 | 박정환 九단 | 박정환 九단 | 이창호 九단 | 이창호 九단 | 이창호 九단 | 박정환 九단 2:1 |
| 류수항 初단     | 허영호 九단 | 허영호 九단 | 박정환 九단 | 박정환 九단 | 이창호 九단 | 이창호 九단 | 이창호 九단 | 박정환 九단 2:1 |
| 김세동 四단     | 김세동 四단 | 허영호 九단 | 박정환 九단 | 박정환 九단 | 이창호 九단 | 이창호 九단 | 이창호 九단 | 박정환 九단 2:1 |
| 박정근 四단     | 김세동 四단 | 허영호 九단 | 박정환 九단 | 박정환 九단 | 이창호 九단 | 이창호 九단 | 이창호 九단 | 박정환 九단 2:1 |
| 이호범 三단     | 이호범 三단 | 이세돌 九단 | 이세돌 九단 | 이창호 九단 | 이창호 九단 | 이창호 九단 | 이창호 九단 | 박정환 九단 2:1 |
| 강창배 二단     | 이호범 三단 | 이세돌 九단 | 이세돌 九단 | 이창호 九단 | 이창호 九단 | 이창호 九단 | 이창호 九단 | 박정환 九단 2:1 |
| 이세돌 九단     |             | 이세돌 九단 | 이세돌 九단 | 이창호 九단 | 이창호 九단 | 이창호 九단 | 이창호 九단 | 박정환 九단 2:1 |
| 김지석 八단     | 김지석 八단 | 김지석 八단 | 이세돌 九단 | 이창호 九단 | 이창호 九단 | 이창호 九단 | 이창호 九단 | 박정환 九단 2:1 |
| 강병권 初단     | 김지석 八단 | 김지석 八단 | 이세돌 九단 | 이창호 九단 | 이창호 九단 | 이창호 九단 | 이창호 九단 | 박정환 九단 2:1 |
| 박경근 初단     | 박경근 初단 | 김지석 八단 | 이세돌 九단 | 이창호 九단 | 이창호 九단 | 이창호 九단 | 이창호 九단 | 박정환 九단 2:1 |
| 박승화 五단     | 박경근 初단 | 김지석 八단 | 이세돌 九단 | 이창호 九단 | 이창호 九단 | 이창호 九단 | 이창호 九단 | 박정환 九단 2:1 |
| 목진석 九단     | 목진석 九단 | 목진석 九단 | 이창호 九단 | 이창호 九단 | 이창호 九단 | 이창호 九단 | 이창호 九단 | 박정환 九단 2:1 |
| 조훈현 九단     | 목진석 九단 | 목진석 九단 | 이창호 九단 | 이창호 九단 | 이창호 九단 | 이창호 九단 | 이창호 九단 | 박정환 九단 2:1 |
| 최철한 九단     |             | 목진석 九단 | 이창호 九단 | 이창호 九단 | 이창호 九단 | 이창호 九단 | 이창호 九단 | 박정환 九단 2:1 |
| 김승준 九단     | 김승준 九단 | 이창호 九단 | 이창호 九단 | 이창호 九단 | 이창호 九단 | 이창호 九단 | 이창호 九단 | 박정환 九단 2:1 |
| 이성재 九단     | 김승준 九단 | 이창호 九단 | 이창호 九단 | 이창호 九단 | 이창호 九단 | 이창호 九단 | 이창호 九단 | 박정환 九단 2:1 |
| 이창호 九단     | 이창호 九단 | 이창호 九단 | 이창호 九단 | 이창호 九단 | 이창호 九단 | 이창호 九단 | 이창호 九단 | 박정환 九단 2:1 |
| 강승민 二단     | 이창호 九단 | 이창호 九단 | 이창호 九단 | 이창호 九단 | 이창호 九단 | 이창호 九단 | 이창호 九단 | 박정환 九단 2:1 |
| 패자 1회전      | 패자 1회전  | 패자 2회전  | 패자 3회전  | 패자 4회전  | 패자 준결승 | 패자 결승   |             | 박정환 九단 2:1 |
| 김대희 五단     | 김대희 五단 | 김대희 五단 | 나현 二단   | 나현 二단   | 이세돌 九단 | 박정환 九단 |             | 박정환 九단 2:1 |
| 김승준 九단     | 김대희 五단 | 김대희 五단 | 나현 二단   | 나현 二단   | 이세돌 九단 | 박정환 九단 |             | 박정환 九단 2:1 |
| 허영호 九단     |             | 김대희 五단 | 나현 二단   | 나현 二단   | 이세돌 九단 | 박정환 九단 |             | 박정환 九단 2:1 |
| 나현 二단       | 나현 二단   | 나현 二단   | 나현 二단   | 나현 二단   | 이세돌 九단 | 박정환 九단 |             | 박정환 九단 2:1 |
| 최철한 九단     | 나현 二단   | 나현 二단   | 나현 二단   | 나현 二단   | 이세돌 九단 | 박정환 九단 |             | 박정환 九단 2:1 |
| 김지석 八단     |             | 나현 二단   | 나현 二단   | 나현 二단   | 이세돌 九단 | 박정환 九단 |             | 박정환 九단 2:1 |
| 원성진 九단     |             |             |             | 나현 二단   | 이세돌 九단 | 박정환 九단 |             | 박정환 九단 2:1 |
| 변상일 二단     | 변상일 二단 | 변상일 二단 | 백홍석 九단 | 이세돌 九단 | 이세돌 九단 | 박정환 九단 |             | 박정환 九단 2:1 |
| 박경근 初단     | 변상일 二단 | 변상일 二단 | 백홍석 九단 | 이세돌 九단 | 이세돌 九단 | 박정환 九단 |             | 박정환 九단 2:1 |
| 목진석 九단     |             | 변상일 二단 | 백홍석 九단 | 이세돌 九단 | 이세돌 九단 | 박정환 九단 |             | 박정환 九단 2:1 |
| 김세동 四단     | 김세동 四단 | 백홍석 九단 | 백홍석 九단 | 이세돌 九단 | 이세돌 九단 | 박정환 九단 |             | 박정환 九단 2:1 |
| 이호범 三단     | 김세동 四단 | 백홍석 九단 | 백홍석 九단 | 이세돌 九단 | 이세돌 九단 | 박정환 九단 |             | 박정환 九단 2:1 |
| 백홍석 九단     |             | 백홍석 九단 | 백홍석 九단 | 이세돌 九단 | 이세돌 九단 | 박정환 九단 |             | 박정환 九단 2:1 |
| 이세돌 九단     |             |             |             | 이세돌 九단 | 이세돌 九단 | 박정환 九단 |             | 박정환 九단 2:1 |
| 박정환 九단     |             |             |             |             |             | 박정환 九단 |             | 박정환 九단 2:1 |

## 대국 결과
| 대진        | 연도   | 대국일자  | 승자        | 패자            | 결과             | 기보 |
| ----------- | ------ | --------- | ----------- | --------------- | ---------------- | ---- |
| 승자 1회전  | 2012년 | 4월 2일   | 김대희 四단 | 이범진 初단     | 227수 흑 불계승  |      |
| 승자 1회전  | 2012년 | 4월 2일   | 이창호 九단 | 강승민 二단     | 144수 백 불계승  |      |
| 승자 1회전  | 2012년 | 4월 16일  | 나현 初단   | 박민규 初단     | 255수 흑 불계승  |      |
| 승자 1회전  | 2012년 | 4월 16일  | 변상일 初단 | 유재호 四단     | 119수 흑 불계승  |      |
| 승자 1회전  | 2012년 | 4월 30일  | 김세동 三단 | 박정근 四단     | 175수 흑 불계승  |      |
| 승자 1회전  | 2012년 | 4월 30일  | 허영호 九단 | 류수항 初단     | 216수 백 불계승  |      |
| 승자 1회전  | 2012년 | 5월 14일  | 이호범 三단 | 강창배 二단     | 197수 흑 불계승  |      |
| 승자 1회전  | 2012년 | 5월 14일  | 박경근 初단 | 박승화 五단     | 217수 흑 불계승  |      |
| 승자 1회전  | 2012년 | 5월 21일  | 목진석 九단 | 조훈현 九단     | 132수 백 불계승  |      |
| 승자 1회전  | 2012년 | 5월 21일  | 김승준 九단 | 이성재 九단     | 177수 흑 불계승  |      |
| 승자 1회전  | 2012년 | 6월 11일  | 원성진 九단 | 이지현(男) 二단 | 202수 백 불계승  |      |
| 승자 1회전  | 2012년 | 6월 11일  | 김지석 八단 | 강병권 初단     | 191수 흑 불계승  |      |
| 승자 2회전  | 2012년 | 6월 25일  | 박정환 九단 | 변상일 初단     | 153수 흑 불계승  |      |
| 승자 2회전  | 2012년 | 6월 25일  | 허영호 九단 | 김세동 四단     | 128수 백 불계승  |      |
| 승자 2회전  | 2012년 | 7월 9일   | 백홍석 九단 | 김대희 五단     | 247수 흑 불계승  |      |
| 승자 2회전  | 2012년 | 7월 9일   | 원성진 九단 | 나 현 二단      | 196수 백 불계승  |      |
| 승자 2회전  | 2012년 | 7월 23일  | 이세돌 九단 | 이호범 三단     | 185수 흑 불계승  |      |
| 승자 2회전  | 2012년 | 7월 23일  | 이창호 九단 | 김승준 九단     | 181수 흑 불계승  |      |
| 승자 2회전  | 2012년 | 7월 30일  | 김지석 八단 | 박경근 初단     | 195수 흑 불계승  |      |
| 승자 2회전  | 2012년 | 7월 30일  | 목진석 九단 | 최철한 九단     | 312수 흑 1집반승 |      |
| 패자 1회전  | 2012년 | 8월 20일  | 김세동 四단 | 이호범 三단     | 95수 흑 불계승   |      |
| 패자 1회전  | 2012년 | 8월 20일  | 나현 二단   | 최철한 九단     | 229수 흑 불계승  |      |
| 패자 1회전  | 2012년 | 9월 3일   | 김대희 五단 | 김승준 九단     | 187수 흑 불계승  |      |
| 패자 1회전  | 2012년 | 9월 3일   | 변상일 二단 | 박경근 初단     | 238수 백 불계승  |      |
| 승자 3회전  | 2012년 | 9월 17일  | 박정환 九단 | 허영호 九단     | 190수 백 불계승  |      |
| 승자 3회전  | 2012년 | 9월 17일  | 이창호 九단 | 목진석 九단     | 223수 흑 불계승  |      |
| 승자 3회전  | 2012년 | 10월 22일 | 원성진 九단 | 백홍석 九단     | 232수 백 불계승  |      |
| 승자 3회전  | 2012년 | 10월 22일 | 이세돌 九단 | 김지석 八단     | 143수 흑 불계승  |      |
| 패자 2회전  | 2012년 | 11월 5일  | 김대희 五단 | 허영호 九단     | 179수 흑 불계승  |      |
| 패자 2회전  | 2012년 | 11월 5일  | 백홍석 九단 | 이호범 三단     | 289수 흑 반집승  |      |
| 패자 2회전  | 2012년 | 11월 26일 | 나현 二단   | 김지석 八단     | 188수 백 불계승  |      |
| 패자 2회전  | 2012년 | 11월 26일 | 변상일 二단 | 목진석 九단     | 274수 백 불계승  |      |
| 패자 3회전  | 2012년 | 12월 10일 | 백홍석 九단 | 변상일 二단     | 198수 백 불계승  |      |
| 패자 3회전  | 2012년 | 12월 24일 | 나현 二단   | 김대희 五단     | 216수 백 불계승  |      |
| 승자 준결승 | 2012년 | 12월 10일 | 박정환 九단 | 원성진 九단     | 303수 흑 1집반승 |      |
| 승자 준결승 | 2012년 | 12월 24일 | 이창호 九단 | 이세돌 九단     | 225수 흑불계승   |      |
| 패자 4회전  | 2013년 | 1월 7일   | 나현 二단   | 원성진 九단     | 233수 흑 불계승  |      |
| 패자 4회전  | 2013년 | 1월 7일   | 이세돌 九단 | 백홍석 九단     | 기권승           |      |
| 승자 결승   | 2013년 | 1월 7일   | 이창호 九단 | 박정환 九단     | 279수 흑 불계승  |      |
| 패자 준결승 | 2013년 | 1월 21일  | 이세돌 九단 | 나현 二단       | 190수 흑 불계승  |      |
| 패자 결승   | 2013년 | 1월 28일  | 박정환 九단 | 이세돌 九단     | 199수 흑 불계승  |      |
| 결승 1국    | 2013년 | 2월 1일   | 이창호 九단 | 박정환 九단     | 190수 백 불계승  |      |
| 결승 2국    | 2013년 | 2월 4일   | 박정환 九단 | 이창호 九단     | 188수 백 불계승  |      |
| 결승 3국    | 2013년 | 2월 4일   | 박정환 九단 | 이창호 九단     | 144수 백 불계승  |      |

## TV 중계
- 31기 KBS 바둑왕전의 TV속기전에서만 결승3번기의 백번필승
- 노영하 九단 마지막 해설로 최유진 아마5단이 진행하였다. 결승 3국(최종국) 끝난 후 시상식에는 장웅 아나운서가 진행했으나 우승자 준우승자만 인터뷰를 하였다.

## 특이 사항
1. ↑  초반은 만만치 않았으나 우변 패를 해소하는 과정에서 이창호가 악수 팻감을 여러 차례 사용하면서 박정환의 좌변과 중앙이 두터워져 이른 시기에 백 쪽으로 형세가 기울었다. 두 기사는 마지막 초읽기에 몰린 상황에서 ‘열’을 아슬아슬하게 피하는‘아홉’의 끝자락에 착점하면서 혼신의 힘을 다했다.
2. ↑  초반 이후 양자간의 응수가 없어서 완벽하지 않아 중반에서 흑 3점을 차단하여 이후 흑이 응수가 없어서 대책이 없다. 응수가 없어 종반 이후 이 수는 버틸 수가 없어 결국 흑이 돌을 거두었으며, 종국 직후 복기에서 중앙에 백이 최대 승부처를 잡았으며 건너붙임수였다.